# Grup d'Emissores de Catalunya Ràdio
El Grup d'Emissores de Catalunya Ràdio (antigament Catalunya Ràdio Serveis de Radiodifusió de la Generalitat de Catalunya) és la divisió de la Corporació Catalana de Mitjans Audiovisuals encarregada de gestionar-ne els serveis de radiodifusió. Fins a l'any 2013 era una empresa, moment en el qual es va fusionar amb Televisió de Catalunya. Gestiona quatre emissores de ràdio: Catalunya Ràdio, Catalunya Música, Catalunya Informació, i iCat.

## Història
L'1 d'octubre de 1982 es nomenà Jordi Costa i Riera com a director del projecte de Catalunya Ràdio. L'any 1983, la Generalitat de Catalunya, d'acord amb l'Estatut d'Autonomia, va decidir engegar la seva primera emissora de ràdio, amb l'objectiu de promocionar i difondre la llengua i la cultura catalanes. De fet, Catalunya Ràdio va ser una de les prioritats del govern de Jordi Pujol. Segons recull Jordi Pujol en les seves memòries, «en el nostre projecte de país, una ràdio i una televisió públiques havien d'ajudar a defensar la llengua i a construir la consciència de catalanitat. […] La ràdio i la televisió van ser, doncs, una prioritat i les vam tirar endavant a la primera legislatura i des del Departament de Presidència mateix».
El 28 d'abril de 1983 es van comprar dels locals de Diagonal, 614 on s'instal·laren els estudis de la futura Catalunya Ràdio, i el 13 de maig s'aprovà el nom de Catalunya Ràdio. D'aquesta manera, Catalunya Ràdio va emetre els primers senyals radioelèctris el 17 de juny, i va iniciar les seves emissions el dilluns 20 de juny del 1983 amb un discurs de Miquel Calçada.
El maig del 1983, Ràdio Associació, SCCL, arriba a un acord amb la Corporació Catalana de Ràdio i Televisió per tal que aquesta gestioni de la nova freqüència. RAC 105 entra, doncs, a formar part del grup d'emissores de la Generalitat per tal que aquest pugui desenvolupar un projecte global amb una emissora generalista Catalunya Ràdio i una musical (o de ràdio fórmula). D'aquesta manera, el 15 de febrer de l'any 1984 neix RAC, la primera ràdio fórmula musical en català de la història, que es trobava a la freqüència 105 MHz de l'FM, fet que va propiciar que l'any 1988, amb la renovació de la llicència d'emissió, canviés el seu nom pel de RAC 105.
El 1986 van entrar en funcionament les delegacions territorials, i el 10 de maig del 1987 s'inicia l'emissió de Catalunya Música, una nova emissora dedicada a la música clàssica. L'octubre de 1989 es van iniciar les desconnexions de les delegacions de Girona, Tarragona i Lleida. El març de 1988 s'estrena delegació pròpia a Madrid, després d'un temps compartint espai amb Onda Madrid, per tal de poder cobrir millor l'actualitat política. També el 1988 RAC 105 es desvincula de la Corporació Catalana de Ràdio i Televisió, i deixa de formar part del Grup d'Emissores de Catalunya Ràdio. L'11 de setembre del 1992 s'estrena l'emissora de notícies Catalunya Informació, i el 2 de febrer del 1999 es crea Catalunya Cultura.

Logotip commemoratiu dels 20 anys

L'any 2003 es van celebrar les dues dècades de l'emissora amb el lema La força dels 20 anys (compartit amb TV3). Per a celebrar-ho, el mes de juny es va fer un creuer per la mar Mediterrània amb un conjunt d'oients i gran part de l'equip de l'emissora. A més, el dissabte 21 de juny es va celebrar, al Liceu, El Concert dels Vint Anys de Catalunya Ràdio, per compartir una altra vegada l'efemèride amb tots els oients que hi van poder assistir (va ser retransmès en directe per Catalunya Ràdio i pel llavors anomenat Canal 33).
L'any 2004 s'entra en una etapa d'inestabilitat, que culmina amb una vaga de treballadors l'any 2005 i que provoca el relleu a la direcció, de Montserrat Minobis per Oleguer Sarsanedas després de poc més d'un any al càrrec.
El 10 de febrer de 2006 es va anunciar que l'emissora Catalunya Cultura canviaria de nom i de programació, per esdevenir exclusivament musical. La nova emissora, iCat FM, va començar a emetre el 23 d'abril de 2006, aprofitant la diada de Sant Jordi.
Catalunya Ràdio va celebrar el primer quart de segle amb una programació especial durant la temporada 2007-2008 (com per exemple el programa-concurs Els 25, cada dissabte, presentat per Mireia Mallol). L'acte central de la celebració es va dur a terme el divendres 20 de juny del 2008 al Teatre Nacional de Catalunya, amb un espectacle inspirat en «La guerra dels mons» d'Orson Welles. Hi van participar una cinquantena de professionals que treballaven en aquells moments a l'emissora o que hi havien treballat. Se'n van realitzar dues sessions: a les sis de la tarda i a les nou del vespre; i tant Catalunya Ràdio com el 33 ho van emetre en directe. L'espectacle va ser conduït per Josep Maria Pou dirigit per Enric Llort. Incorporava una crònica d'algunes de les notícies més destacades dels últims vint-i-cinc anys.
La crisi econòmica global de 2007-2012 va obligar la Corporació Catalana de Mitjans Audiovisuals a remodelar la seva oferta audiovisual i a canviar la seva estructura organitzativa per optimitzar els seus recursos. Això va comportar el tancament de la freqüència FM d'iCat, que va passar a emetre exclusivament per internet, encara que alguns dels seus programes es van recol·locar també a Catalunya Ràdio i Catalunya Música. També es va iniciar la fusió de les empreses de Televisió de Catalunya i Catalunya Ràdio, que va culminar el 15 de novembre de 2013. Posteriorment, el 6 de setembre de 2017, es va recuperar l'emissió en FM d'iCat.
També el 2017 es llançà +CatRàdio, una plataforma de continguts en podcast en el marc d'una estratègia digital que ha permès que el Grup d'Emissores de Catalunya Ràdio sigui líder en consum radiofònic digital, malgrat que en audiències la seva emissora generalista es veia superada per RAC 1.

## Canals del Grup d'Emissores de Catalunya Ràdio actuals i antics
| Canal                | Nom                  | Temàtica                                                                                   | Primera emissió         | Darrera emissió     | Notes |
| -------------------- | -------------------- | ------------------------------------------------------------------------------------------ | ----------------------- | ------------------- | --- |
| Catalunya Ràdio      | Catalunya Ràdio      | Generalista                                                                                | 20 de juny del 1983     | —                   | — |
| Catalunya Música     | Catalunya Música     | Emissió de música clàssica i contemporània                                                 | 10 de maig del 1987     | —                   | — |
| Catalunya Informació | Catalunya Informació | Notícies                                                                                   | 11 de setembre del 1992 | —                   | — |
| iCat                 | iCat                 | Música i cultura emergent                                                                  | 23 d'abril de 2006      | —                   | Va substituir Catalunya Cultura l'any 2006.                                                                             |
| RAC 105              | RAC 105              | Emissora dedicada als èxits musicals.                                                      | 15 de febrer del 1984   | —                   | Va nàixer amb el nom de RAC (Ràdio Associació de Catalunya l'any 1984. Va deixar de formar part de la CCRTV l'any 1998. |
|                      | Catalunya Cultura    | Emissora cultural amb temàtiques variades.                                                 | 2 de febrer del 1999    | 23 d'abril del 2006 | Va ser substituïda per ICat.                                                                                            |
|                      | Ràdio Sputnik        | Emissora que recollia les millors cançons del moment i emetia online les 24 hores del dia. | 8 de juny del 2001      | 2004                | També anomenada Ràdio SPK o Ràdio SputnikTv.com.                                                                        |
|                      | ICat Jazz            | Emissora cultural dedicada al jazz.                                                        | 23 d'abril de 2006      | 2017                | Emissió online. |
|                      | MusiCatles           | Emissora dedicada a les músiques d'arreu del món.                                          | 23 d'abril de 2006      | 2012                | Emissió online. |
|                      | Tot Cat              | Emissora dedicada a la música en català.                                                   | 23 d'abril de 2006      | 2017                | Emissió online. |
|                      | Xahrazad             | Emissora dedicada a les veus femenines.                                                    | 20 de desembre de 2007  | 2012                | Emissió online |
|                      | Mediterràdio         | Emissora dedicada a la música i cultura mediterrànies.                                     | 20 de desembre de 2007  | 2012                | Emissió online. |
|                      | Catalunya Clàssica   | Emissora dedicada a la música clàssica d'autors catalans.                                  | 18 de febrer del 2008   | 2019                | Emissió online. |
|                      | ICat Trònica         | Emissora dedicada a la música electrònica.                                                 | 26 d'abril del 2012     | 2017                | Emissió online. |
|                      | ICat Món             | Emissora dedicada a les músiques del món.                                                  | 23 d'abril del 2013     | 2017                | Emissió online. |
|                      | ICat Rumba           | Emissora dedicada a la rumba catalana.                                                     | 23 d'abril del 2013     | 2017                | Emissió online. |